# 卓雅敏
（1969年4月6日—），本姓比頓（Beaton），英國保守黨政治家，2015年5月起擔任國會下議院特威德河畔貝里克選區議員。作為一名敢言的疑歐派人士，她於2018年11月因為不滿政府的脫歐協議草擬本而辭任國會私人秘書。作為鮑里斯·約翰遜的堅實支持者，她在2020年2月獲邀到內閣出任國際發展大臣，至半年後於同年9月因國際發展部遭裁撤並併入外交部而離任。
2021年1月，她重返內閣出任商業能源及潔淨發展國務大臣，同年9月晉升為國際貿易大臣兼貿易委員會主席，2022年9月過渡至新任首相卓慧思的內閣改任運輸大臣。

## 外部鏈結
- 官方网站
- 英国的個人檔案
- 公鞭記載的投票紀錄
- TheyWorkForYou記載的紀錄
- C-SPAN內的頁面（英文）